# Stadtkreisgericht Klaipėda
Das Stadtkreisgericht Klaipėda (lit. Klaipėdos miesto apylinkės teismas) ist ein Kreisgericht in Litauen, eines der vier Gerichte in der litauischen Hafenstadt (neben dem Kreisgericht Klaipėda, dem Bezirksgericht Klaipėda und dem Bezirksverwaltungsgericht Klaipėda) in der Hauptstadt der Republik. Das Gericht der zweiten Instanz ist das Bezirksgericht Klaipėda. Das zuständige Territorium ist die Stadt Klaipėda. 
Adresse: S. Daukanto g.  8, Klaipėda, LT-92129. 

## Richter
- Gerichtspräsidentin Stefa Naščenkovienė
- Stellvertretende Gerichtspräsidentin Regina Bertašienė

## Mitarbeiter
Ehemalige
- Ingrida Valinskienė (* 1966), Sängerin, Fernsehmoderatorin, Politikerin